# Elmo Perera
Elmo Noel Joseph Perera (Madampe, Ceilán británico, 4 de diciembre de 1932-9 de abril de 2015) fue un sacerdote católico de Sri Lanka.

## Trayectoria
Ordenado sacerdote el 20 de diciembre de 1960, fue nombrado obispo auxiliar en la diócesis de Galle y obispo titilar de Gadiafula el 17 de diciembre de 1992. Fue obispo titular de Galle desde el 1 de junio de 1995 hasta su retiro el 11 de octubre de 2004.